# Municipio de Nereson
El municipio de Nereson (en inglés: Nereson Township) es un municipio ubicado en el condado de Roseau en el estado estadounidense de Minnesota. En el año 2010 tenía una población de 58 habitantes y una densidad poblacional de 0,62 personas por km².

## Geografía
El municipio de Nereson se encuentra ubicado en las coordenadas 48°40′24″N 95°55′47″O / 48.67333, -95.92972. Según la Oficina del Censo de los Estados Unidos, el municipio tiene una superficie total de 93.9 km², de la cual 93,9 km² corresponden a tierra firme y (0 %) 0 km² es agua.

## Demografía
Según el censo de 2010, había 58 personas residiendo en el municipio de Nereson. La densidad de población era de 0,62 hab./km². De los 58 habitantes, el municipio de Nereson estaba compuesto por el 100 % blancos. Del total de la población el 0 % eran hispanos o latinos de cualquier raza.